# 2367 Praha
2367 Praha је астероид главног астероидног појаса са средњом удаљеношћу од Сунца која износи 2,206 астрономских јединица (АЈ).
Апсолутна магнитуда астероида је 13,2.